# EDtv
EDtv é um filme estadunidense de 1999, do gênero comédia, dirigido por Ron Howard. Uma adaptação do filme canadense Louis 19, le roi des ondes (1994), estrelado por Matthew McConaughey, Jenna Elfman, Woody Harrelson, Ellen DeGeneres, Martin Landau, Rob Reiner, Sally Kirkland, Elizabeth Hurley, Clint Howard e Dennis Hopper.
O filme recebeu críticas mistas e foi um fracasso de bilheteria, arrecadando apenas um pouco mais de US$35 milhões em comparação com seu orçamento de US$80 milhões. No Rotten Tomatoes o filme tem uma classificação de aprovação de 64%, com base em 47 avaliações, com uma classificação média de 6.3/10. Em Metacritic o filme tem uma classificação de 48 de 100, baseado em comentários de 26 críticos, indicando "revisões mistas ou médias". Roger Ebert, do Chicago Sun-Times, deu o filme 2 e 1/2 de 4 estrelas. Ebert diz que, embora eles compartilhem a mesma ideia, The Truman Show é uma parábola, e EDtv é uma sitcom ambiciosa. Ebert se pergunta que tipo de pessoa se inscreveria para um programa como esse, e não acredita que Ed seja esse tipo de pessoa, então "o filme nunca parece convincente".
O filme foi exibido fora de competição no Festival de Cannes de 1999.

## Premissa
A rede de televisão True TV está iniciando entrevistas para um reality show que mostra a vida de uma pessoa normal 24 horas por dia , 7 dias por semana , criado pela produtora de TV Cynthia. Eles entrevistam Ed Pekurny e seu irmão, Ray. Quando os produtores veem a entrevista, Cynthia escolhe Ed. O programa vai ao ar com o título "Ed TV". É um fracasso total no início, pois só acontecem coisas chatas. Os produtores querem cancelar o programa, mas Cynthia continua determinada a garantir o sucesso do programa.
A Ed TV fica interessante quando Ed visita Ray. Ed (junto com os cinegrafistas) descobre que Ray está traindo sua namorada, Shari. Ed visita Shari para se desculpar com ela pelas ações de Ray, mas Shari, bêbada, começa a insultá-lo, chamando-o de "uma transa ruim", para a diversão da plateia. Ed tenta confortar Shari, revelando que tem sentimentos por ela; ela revela que também tem sentimentos por ele, e eles se beijam, tornando a Ed TV extremamente popular. Por insistência de Cynthia, Ed começa um relacionamento com Shari, mas o relacionamento deles dura pouco, pois Ed se interessa cada vez mais em continuar na TV e Shari sofre abusos de telespectadores que a consideram pouco atraente.
Ed vai ao The Tonight Show com Jay Leno e conhece a bela modelo e atriz Jill, que se interessa por Ed. Ed visita Shari, que lhe diz que não quer ficar com ele até que o Ed TV pare de transmitir. Ela então sai da cidade. Ed vai a um parque para jogar futebol com Ray quando Jill chega para convidá-lo para jantar em sua casa, já que Cynthia a trouxe para ganhar mais audiência. Quando Ed chega à casa de Jill, há uma multidão enorme. Os dois têm uma pequena conversa e se beijam em cima de uma mesa. Eles estão prestes a fazer sexo, mas Ed cai da mesa e pousa em seu gato, o que resulta em uma dor nas costas para o primeiro e uma perna quebrada para o último. Ed nunca mais vê Jill, e ele também descobre que seu irmão escreveu um livro (chamado My Brother Pissed on Me ).
O pai de Ed, Hank, que abandonou a família quando Ed tinha treze anos, visita-o inesperadamente e informa-o de que o abandonou porque a mãe de Ed estava tendo um caso com o atual padrasto de Ed, Al. Ed fica furioso com sua mãe, Jeanette, que havia afirmado ter conhecido Al somente depois que Hank o deixou, e discute com ela. Ed então recebe um telefonema pedindo que vá ao hospital, onde lhe dizem que seu pai morreu fazendo amor com sua esposa. Ed presume que o pai em questão seja Al, mas na verdade é Hank, que estava tendo um caso com Jeanette.
Após o funeral de Hank, Ed fica desanimado com a vontade dos produtores de que ele fique mais tempo e com o fato de que ele não pode fazer nada para mudar a opinião deles, sob pena de violar seu contrato. Ed fica deprimido até notar Shari disfarçada. Ele a persegue até o banheiro feminino de um cinema, onde ela explica que está passando o aniversário do irmão na casa dele e que só queria ver Ed. Ed promete encontrar um jeito de terminar o programa para ficar com Shari. Quando Ed sai, um cinegrafista fica com Shari, explicando que a nova ideia dos produtores é filmar toda a família de Ed, mas eles se concentrarão na pessoa mais interessante, eliminando o direito de privacidade da família dele enquanto o programa estiver no ar.
Ed tem uma ideia de como impedir o produtor principal de transmitir o programa: ele dará US$ 10.000 para a pessoa que lhe der a maior quantidade de informações sobre os produtores, e anunciará isso ao vivo, com o resultado desejado sendo que eles parem de transmitir o programa antes que ele possa fazer o anúncio. Cynthia sente pena de Ed e lhe conta um segredo do produtor principal. Ed revela o segredo (que o homem precisa injetar um líquido no pênis para ter uma ereção), mas antes que ele possa anunciar quem é, o programa é tirado do ar.
Depois que a equipe de filmagem finalmente sai do apartamento de Ed, ele e Shari renovam o relacionamento e comemoram, enquanto os jornalistas de notícias da TV preveem que Ed será esquecido em um curto período de tempo.

## Elenco
- Matthew McConaughey como Edward "Ed" Pekurny
- Jenna Elfman como Shari
- Woody Harrelson como Raymond "Ray" Pekurny
- Ellen DeGeneres como Cynthia Reed
- Martin Landau como Al
- Sally Kirkland como Jeanette Pekurny
- Elizabeth Hurley como Jill
- Rob Reiner como Mr. Whitaker
- Dennis Hopper como Henry 'Hank' Pekurny
- Viveka Davis como Marcia Pekurny
- Adam Goldberg como John
- Wendle Josepher como Rita
- Merrin Dungey como Ms. Seaver
- Ian Gomez como McIlvaine
- Clint Howard como Ken
- RuPaul como ele mesmo
- Rick Overton como Barry
- Gedde Watanabe como Greg
- Alexandra Holden como colegial da faculdade
- Donnie Most como Benson
- Geoffrey Blake como Keith
- Harry Shearer como Moderator
- Michael Moore, Merrill Markoe, e George Plimpton como membros do Painel
- Bill Maher como ele mesmo
- Jay Leno como ele mesmo
- Arianna Huffington como ela mesma